# Hawajka żółtogłowa
Hawajka żółtogłowa (Psittirostra psittacea) – gatunek małego ptaka z rodziny łuszczakowatych (Fringillidae). Występował na kilku hawajskich wyspach. Ostatnie pewne stwierdzenie miało miejsce w 1989, w 2024 uznano go za gatunek wymarły.

## Taksonomia
Po raz pierwszy zgodnie z zasadami nazewnictwa binominalnego gatunek opisał Johann Friedrich Gmelin w 1789 w 13. wydaniu linneuszowskiego Systema Naturae; Gmelin nadał gatunkowi nazwę Loxia psittacea. Obecnie (2025) Międzynarodowy Komitet Ornitologiczny umieszcza hawajkę żółtogłową w monotypowym rodzaju Psittirostra, a sam gatunek również uznaje za monotypowy. Opisano dwa podgatunki, P. p. deppei (Oʻahu) i P. p. oppidana (Molokaʻi), jednak różnice między ptakami z poszczególnych wysp mieszczą się w zakresie zwykłej zmienności gatunkowej. Na Hawajach znane były pod nazwą ʻŌʻū, przy czym samce nazywano ʻŌʻū poelapalapa (ʻŌʻū z żółtą głową), a samice ʻŌʻū laevo (zielony ʻŌʻū).

## Morfologia
Długość ciała wynosiła około 17 cm. Według Rothschilda skrzydło mierzyło 92–104 mm, górna krawędź dzioba około 19 mm, ogon około 61 mm, zaś skok około 24 mm (oryginalne wymiary podane w calach). Występował dymorfizm płciowy w upierzeniu. U samca większość upierzenia była jednolicie oliwkowozielona, na grzbiecie ciemniejsza. Głowę porastały pióra żółte, wyraźnie oddzielone kolorystycznie od reszty ciała. Pokrywy podogonowe białe. Dziób, nogi i stopy różowe, tęczówka brązowa. Samica wyglądała podobnie, jednak brak u niej żółtej głowy, a gardło i górna część piersi były bardziej szare.

## Zasięg występowania
Hawajki żółtogłowe występowały na Oʻahu, Maui, Molokaʻi i Lānaʻi, gdzie wymarły przed 1931; dwa ostatnie doniesienia (z końca lat 80. XX wieku) pochodzą z Kauaʻi i Hawaiʻi.

## Ekologia i zachowanie
Hawajki żółtogłowe występowały jedynie w wilgotnych lasach Metrosideros polymorpha na wysokości 800–1900 m n.p.m., głównie między 1200 a 1500 m n.p.m. Ich dzioby były przystosowane do żerowania na Freycinetia arborea. Poza sezonem owocowania tych roślin hawajki żółtogłowe prowadziły nomadyczny tryb życia, żywiąc się innymi owocami i bezkręgowcami. Były to ptaki rzucające się w oczy i niepłochliwe. Rothschild odnotował, że hawajki te wyróżniał nietypowy, piżmowy zapach, utrzymujący się nawet u spreparowanych okazów. Żebrzące o pokarm młode obserwowano w sierpniu. Według Rothschilda samice odłowione od końca marca do maja miały powiększone gonady, co wskazuje na aktywność lęgową.

## Status
Międzynarodowa Unia Ochrony Przyrody (IUCN) od 2024 uznaje hawajkę żółtodziobą za gatunek wymarły (EX, Extinct); wcześniej klasyfikowała ją jako gatunek krytycznie zagrożony (prawdopodobnie wymarły). Na Kauaʻi ostatni raz stwierdzono hawajki żółtodziobe w 1989, kiedy to zaobserwowano dwa osobniki. Na Hawaiʻi ostatnia pewna obserwacja miała miejsce w 1987, ale w latach 1995–1999 doniesiono o kilku niepotwierdzonych obserwacjach. Zagrożeniem dla tych ptaków było niszczenie ich środowiska życia przez wycinkę drzew i rozwój rolnictwa, zawleczone na wyspy ptasie choroby, drapieżnictwo ze strony introdukowanych ssaków oraz konkurencja z introdukowanymi ptakami, ponadto szczury konkurowały z nimi o owoce Freycinetia arborea. Wypas sprowadzonych przez człowieka zwierząt kopytnych zmienił strukturę lasu, umożliwiając rozprzestrzenianie się roślin inwazyjnych i czyniąc go znacznie mniej odpowiednim dla hawajki żółtogłowej i innych ptaków leśnych. Pozostała przy życiu populacja została przetrzebiona przez huragany na Kauaʻi i wylewy lawy na Hawaiʻi.